# University of Maryland, College Park

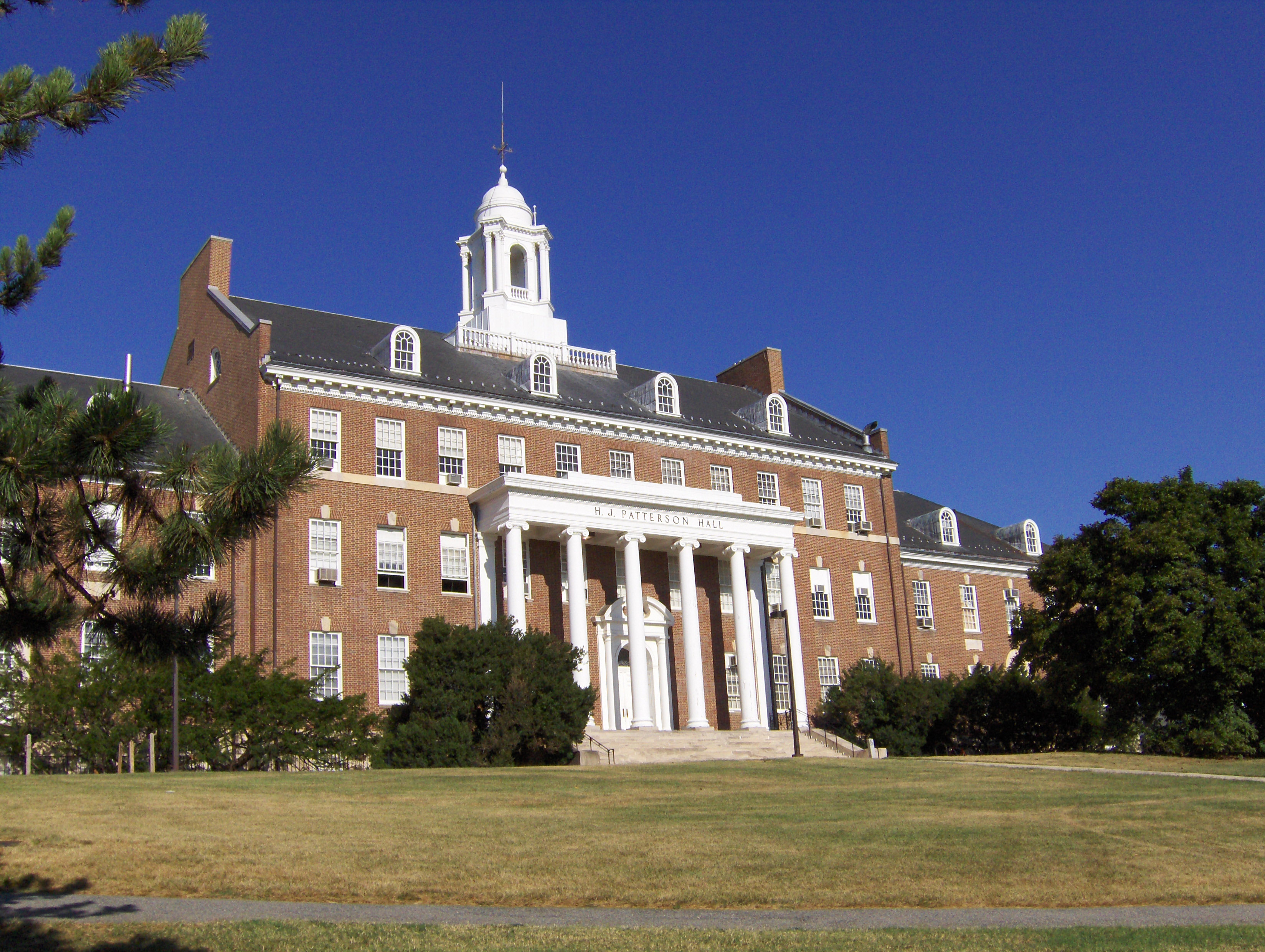
H.J. Patterson-Gebäude der UMCP

Die University of Maryland, College Park (auch University of Maryland oder UMCP) wurde 1858 in College Park im US-Bundesstaat Maryland, 15 km nordöstlich der Bundeshauptstadt Washington, D.C., als Agricultural College (Landwirtschaftsschule) gegründet. Im Herbst 2015 waren 27.443 Studenten in den Bachelor- und 10.697 Studenten in den Masterstudiengängen eingeschrieben. Davon stammen rund 75 Prozent aus dem Staat Maryland. Die Geschlechterverteilung unter den Studenten ist ungefähr 1:1. Die Hochschule ist der Hauptcampus des University System of Maryland. Sie ist Mitglied der Association of American Universities, einem seit 1900 bestehenden Verbund führender forschungsintensiver nordamerikanischer Universitäten, und gilt als Public Ivy.

## Geschichte
Für das Maryland Agricultural College wurde 1858 auf einer Farm im heutigen College Park Land erworben. Ein Jahr später wurde die Landwirtschaftsschule eröffnet, es schrieben sich 34 Studenten ein. Der erste Abschluss wurde 1862 verliehen. Während des amerikanischen Bürgerkrieges waren beide Seiten auf dem Gelände. Am 24. April 1864 übernachteten 6000 Mann der neunten Division der Nordstaaten auf ihrem Weg nach Virginia auf dem Campusgelände. Nur ca. zwei Monate später, am 11. Juni übernachteten 400 Mann der Konföderierten auf dem Campusgelände. Das College wurde 1866 zum Teil verstaatlicht.
1916 erfolgte die Namensänderung zu „Maryland State College“. In diesem Jahr wurde das College auch für Studentinnen geöffnet. 1917 wurden sieben Fachbereiche geschaffen: Landwirtschaft, Ingenieurwissenschaften, Kunst, Naturwissenschaft, Chemie, Lehramt, Hauswirtschaft und eine Graduate School (Hochschule für Aufbaustudien). 1919 erlangte die erste Frau einen Bachelor-Abschluss. Ein Jahr später vereinigte man sich mit den etablierten Fachschulen in Baltimore und es kam zur Gründung der Universität von Maryland. Die Graduate School vergab die ersten Doktorgrade. Die Studentenzeitung Diamondback, welche noch bis heute gedruckt wird, wurde 1921 gegründet.
1988 erfolgte die offizielle Umbenennung zu University of Maryland, College Park.

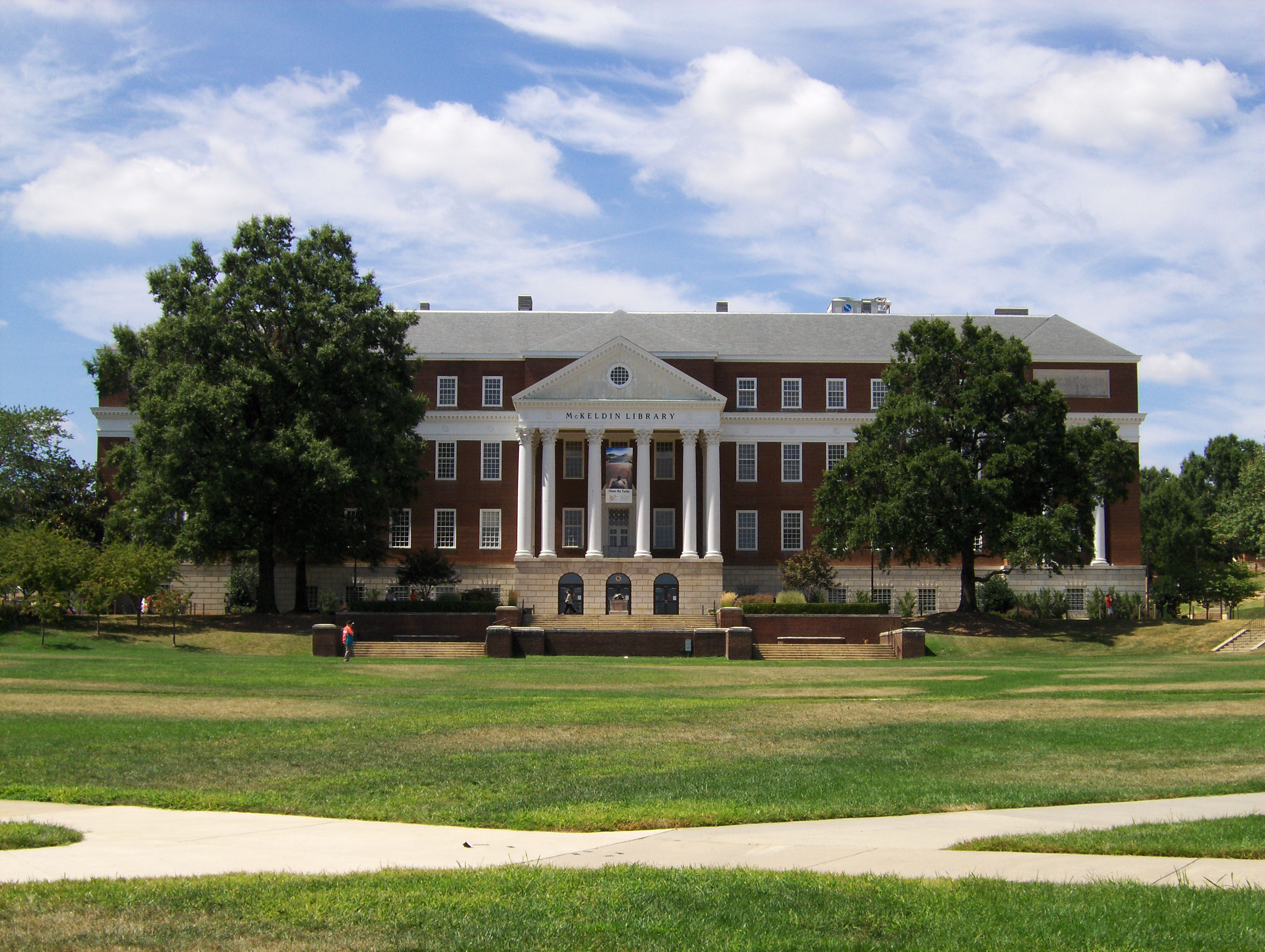
McKeldin Library der UMCP

## Sport
Die Sportteams der Hochschule nennen sich Terrapins. Die Hochschule ist Mitglied in der Big Ten Conference. Sehr bekannt ist das College-Football-Team sowie das Basketballteam der Herren. Das Basketballteam hat 2002 die NCAA-Nationalmeisterschaft gewonnen. Auch die Frauenmannschaft konnte 2006 die Nationalmeisterschaft gewinnen. Im Jahr 2012 gewannen die Fußballer der UMCP sowohl die Regular Season als auch die Postseason im College Soccer der Atlantic Coast Conference.

## Persönlichkeiten

### Professoren
An der Universität sind oder waren folgende bekannte Persönlichkeiten tätig:
- Victor R. Basili, Informatiker, entwickelte GQM und GQM+Strategies, Mitbegründer des Fraunhofer Center for Experimental Software Engineering (CESE)
- Sara C. Bisel (1932–1996), Archäologin
- Michael Brin (* 1947), Mathematiker
- David S. Broder (1929–2011), Journalist, Träger eines Pulitzer-Preises im Jahr 1973
- Rachel Carson (1907–1964), Ökologin und Autorin von Der stumme Frühling
- David C. Driskell (1931–2020), Künstler und Kunsthistoriker
- Michael E. Fisher (1931–2021), Gewinner des Wolf-Preises in Physik
- Verlyn Flieger (* 1933), Anglistin
- Sandra C. Greer (* 1945), Chemikerin
- Sherrilyn Ifill (* 1962), Juristin
- Barys Kit (1910–2018), Mathematiker
- Peter N. Miller, Geschichtswissenschaftler
- Sergei Petrowitsch Nowikow (1938–2024), Mathematiker, Gewinner der Fields-Medaille im Jahre 1970
- Michael Olmert, Filmemacher und Emmy-Gewinner
- Mancur Olson (1932–1998), Wirtschaftswissenschaftler
- Robert L. Park, Physiker
- William D. Phillips (* 1948), Gewinner des Nobelpreises für Physik im Jahr 1997
- Georges Rey, Philosoph
- George Ritzer (* 1940), Soziologe
- Roald Sinnurowitsch Sagdejew (* 1932), Physiker, früherer Naturwissenschaftslehrer von Michail Sergejewitsch Gorbatschow
- Thomas Schelling (1921–2016), Wirtschaftswissenschaftler, 2005 Gewinner des Alfred-Nobel-Gedächtnispreis für Wirtschaftswissenschaften
- Ben Shneiderman (* 1947), Informatiker, Mensch-Computer-Interaktion
- Julian L. Simon (1932–1998), Seniorpartner am Cato Institute
- Karl-Ludwig Stellmacher (1909–2001), Mathematiker
- James Yorke (* 1941), Mitbegründer der Chaostheorie, Gewinner des Japan-Preis 2003
- Mark Weiser (1952–1999), Informatiker

### Absolventen
Bekannte Absolventen der Universität:
- Marten van den Berg (* 1961), Diplomat
- Len Bias (1963–1986), Basketballspieler
- Sara C. Bisel (1932–1996), Archäologin
- Steve Blake (* 1980), Basketballspieler
- Sergey Brin (* 1973), Mitbegründer von Google
- Norman Chad (* 1958), Fernsehkommentator und Pokerspieler
- Connie Chung, Nachrichtensprecherin bei CBS, NBC und CNN
- Gary Collins (* 1940), American-Football-Spieler
- Larry David (* 1947), Schauspieler, Schriftsteller und Produzent (Seinfeld)
- Ruth M. Davis (1928–2012), Mathematikerin und Informatikerin
- Stefon Diggs (* 1993), American-Football-Spieler
- Shay Doron (* 1985), Basketballspielerin
- Gordon R. England (* 1937), U.S. Navyminister
- Boomer Esiason (* 1961), American-Football-Spieler
- Hakan Fidan (* 1968), Leiter des türkischen Geheimdienstes
- Carly Fiorina (* 1954), ehemalige Vorstandsvorsitzende von Hewlett-Packard
- Robert Forczyk, Militärschriftsteller
- Joe Haldeman (* 1943), Science-Fiction-Schriftsteller (Der Ewige Krieg)
- Lydia Hastings (* 1990), Fußballspielerin
- Jim Henson (1936–1990), Erfinder der Muppet Show
- Stan Jones (1931–2010), American-Football-Spieler und -Trainer
- Šarūnas Jasikevičius (* 1976), litauischer Basketballspieler (Indiana Pacers)
- Jeff Kinney (* 1971), u. a. Autor der Buchreihe Gregs Tagebuch
- William Cameron McCool (1961–2003), NASA-Astronaut, verstorben bei der Columbia Mission STS-107
- Christoph Müller (* 1950), Wirtschaftswissenschaftler
- Neil O’Donnell (* 1966), American-Football-Spieler
- Robert Parker (* 1947), einflussreicher Weinkritiker
- Judith Resnik (1949–1986), NASA-Astronautin, verstorben bei der Challenger-Mission STS-51-L
- Jalen Smith (* 2000), Basketballspieler
- Carsten Sieling (* 1959), deutscher Politiker
- David Simon (* 1960), Autor und Fernsehproduzent
- Kathleen Turner (* 1954), Schauspielerin
- Randy White (* 1953), American-Football-Spieler
- Dianne Wiest (* 1948), Schauspielerin
- Chris Wilcox (* 1982), Basketballspieler
- Susie Wiles (* 1957), Politikerin und Stabschefin unter Donald Trump